# Sternpolka
Die Sternpolka ist ein Figurentanz im 2/4 Takt, der auf die Linzer Polka zurückgeht. Die Linzer Polka stammt ursprünglich aus dem Mühl- und Waldviertel in Oberösterreich und wurde von dort wahrscheinlich von tschechischen Musikanten nach Budweis in Südböhmen gebracht. Dort wurde sie unter dem Namen "Doudlebska Polka" gespielt und getanzt. Heute ist sie als "Sternpolka" oder dem ursprünglichen Namen  "Doudlebska Polka" bekannt und wird heute in Westeuropa und Nordamerika getanzt.
Die Sternpolka fand weite Verbreitung in ganz Bayern, da sie 1972 als Aufführung für die Abschlussfeier der Olympischen Spiele in München vorgesehen war und daher in vielen Trachtenvereinen in Bayern geprobt wurde.
Ihren Namen hat die Sternpolka wegen der Tanzform im zweiten Teil des Tanzes. Die Tänzer bilden dort einen oder mehrere Sterne.

## Tanzabfolge
Es gibt zahlreiche Formen dieses Tanzes. Im Folgenden wird eine Form aus der Oberpfalz beschrieben:
- Teil 1 (16 Takte): Polka rund in Tanzrichtung
- Teil 2 (16 Takte): paarweises gehen, Tänzer fassen auf Schulter des Vordermannes, so werden ein oder mehrere Sterne gebildet
- Teil 3 (16 Takte): Tänzer wenden sich zum Kreis und klatschen: 1× Oberschenkel, 1× eigene Hände, 1× seitlich schräg aufwärts gegen die Hände des Nachbarn, 1× eigene Hände über oder vor dem Kopf Tänzerinnen gehen außen herum und suchen sich einen neuen Partner ihrer Wahl, stellen sich dann hinter diesen. Am Schluss wenden sich die Tänzer um, und der Tanz beginnt mit neuen Partnern von vorn.

Der Tanz kann beliebig oft wiederholt werden, er endet jedoch immer mit Teil 1.